# Geoffrey Pattie
Pour les articles homonymes, voir Pattie.
Geoffrey Edwin Pattie, né le 17 janvier 1936 et mort le 8 octobre 2024, est un homme politique conservateur britannique.

## Jeunesse
Geoffrey Pattie fait ses études à l'école de Durham et au Collège St Catharine, Cambridge où il obtient une maîtrise Honours Degree en droit et est plus tard un membre honoraire du Collège. Il rejoint ensuite l'armée de 1959 à 1966, devenant capitaine dans les Royal Green Jackets. Il est colonel honoraire du 4e bataillon des Royal Green Jackets depuis janvier 1996.
Pattie est un anglican pratiquant et est membre du synode général de l'Église d'Angleterre de 1970 à 1975.

## Carrière politique
En 1967, Geoffrey Pattie est élu au Greater London Council comme l'un des quatre conseillers représentant le Borough londonien de Lambeth,. Il n'exerce qu'un seul mandat de trois ans, démissionnant en 1970.
Après avoir été battu par Tom Driberg du Labour à Barking en 1966 et 1970, Pattie est élu député de Chertsey et Walton en février 1974 – un siège qu'il occupe jusqu'à sa retraite en mai 1997.
En mai 1979, il est nommé sous-secrétaire d'État parlementaire à la défense (RAF). De janvier 1983 à septembre 1984, il est ensuite sous-secrétaire d'État parlementaire aux achats de défense, puis ministre d'État aux achats de défense. Il est ministre d'État à l'Industrie jusqu'en 1987, avec la responsabilité de la Science l'Aviation civile, de l'Espace et de la Technologie. Au cours de son mandat, il est activement impliqué dans le lancement d'un certain nombre de projets technologiques nationaux et internationaux comme le programme Alvey, qui s'arrête quand il quitte ses fonctions après les élections générales de 1987 et plusieurs projets de la Commission européenne, comme Eureka, ESPRIT et RACE.
Il est nommé au Conseil privé lors des distinctions honorifiques du Nouvel An 1987.
Immédiatement après avoir quitté son poste ministériel, il est nommé Chevalier dans la liste d' honneurs d'anniversaire de 1987. Il est également vice-président du Parti conservateur en 1990.

## Carrière privée
Geoffrey Pattie est directeur de l'agence de publicité Collett Dickenson Pearce de 1966 à 1979, puis directeur général de 1969 à 1973. Au cours des années 1990, il occupe plusieurs postes de direction marketing dans des sociétés appartenant à General Electric Company, dont Marconi Defence Systems et est directeur marketing du groupe lui-même de 1997 à 1999. Pattie est le président fondateur de Strategic Communications Laboratories, où il est également directeur jusqu'à ce qu'il démissionne de ce poste en 2008 ; la société propose des services de « guerre psychologique » visant à influencer les élections, et est plus tard connue d'un public plus large à la suite du scandale des données Facebook-Cambridge Analytica impliquant sa filiale. Il est associé principal chez Terrington Management, prenant sa retraite en décembre 2015.